# Roche Chevrière
La Roche Chevrière (3.280 m s.l.m.) è una montagna del Massiccio della Vanoise nelle Alpi Graie. Si trova nel dipartimento della Savoia.

## Caratteristiche
La montagna si trova sulla cresta che scende dal Dôme de l'Arpont e passa dalla Pointe du Génépy e dalla Pointe de Labby.